# Nigramma lophophora
Nigramma lophophora är en fjärilsart som beskrevs av George Francis Hampson 1912. Nigramma lophophora ingår i släktet Nigramma och familjen nattflyn. Inga underarter finns listade i Catalogue of Life.